# Antonio Fernández Ortiz
Antonio Fernández Ortiz es un historiador español, especializado en la URSS.
Es autor de los libros Chechenia versus Rusia: el caos como tecnología de la contrarrevolución (Mataró: Ediciones de Intervención Cultural, 2003) Asimismo ha publicado artículos en diversas revistas, generalmente marxistas: El Viejo Topo, Utopías, Cuadernos de la FIM, Le Monde Diplomatique...
En sus trabajos se puede apreciar una combinación de leninismo y tradicionalismo. En su opinión la organización de las sociedades tradicionales posee unos lazos comunitarios y jerárquicos sin los cuales es imposible aspirar al socialismo.

## Textos de Antonio Fernández Ortiz
- Antonio Fernández Ortiz. Artículos de revistas.
- El Hombre el Cosmos, la Ciencia y el Bien. Los soportes éticos de la ciencia soviética.
- Estalinismo, sociedad tradicional y sentimiento de revolución frustrada.[1]

## Libros publicados
- "¡Ve y lucha! Stalin a través de su círculo cercano."
- "Chechenia versus Rusia, el caos como tecnología de la contrarrevolución".